# IP-адрес
IP-адрес (от англ. Internet Protocol) — уникальный числовой идентификатор устройства в компьютерной сети, работающей по протоколу IP.
В сети Интернет требуется глобальная уникальность адреса; в случае работы в локальной сети требуется уникальность адреса в пределах сети. В версии протокола IPv4 IP-адрес имеет длину 4 байта, а в версии протокола IPv6 — 16 байт.

## IPv4
В 4-й версии IP-адрес представляет собой 32-битное число. Как правило, адрес записывается в виде четырёх десятичных чисел значением от 0 до 255 (эквиваленты четырём восьмибитным числам), разделённых точками, например, 192.168.0.3.

## IPv6
В 6-й версии IP-адрес является 128-битным. Как правило, адрес записывается в виде восьми четырёхзначных шестнадцатеричных чисел (эквивалентны восьми 16-битным числам), разделённых двоеточиями, например, 2001:0db8:85a3:0000:0000:8a2e:0370:7334. Ведущие нули допускается в записи опускать. Нулевые группы, идущие подряд, могут быть опущены, вместо них ставится двойное двоеточие (fe80:0:0:0:0:0:0:1 можно записать как fe80::1). Более одного такого пропуска в адресе не допускается.

## Структура
IP-адрес состоит из двух частей: номера сети и номера узла. В случае изолированной сети её адрес может быть выбран администратором из специально зарезервированных для таких сетей блоков адресов (10.0.0.0/8, 172.16.0.0/12 или 192.168.0.0/16). Для выхода в глобальную сеть необходимо, чтобы был IP из другого блока адресов, либо в локальной сети должен быть сервер, подменяющий внутренний IP-адрес (серый) на внешний IP-адрес (белый), например: proxy server, NAT. Если же сеть должна работать как составная часть Интернета, то адрес сети выдаётся провайдером либо региональным интернет-регистратором (Regional Internet Registry, RIR). Согласно данным на сайте IANA, существует пять RIR: ARIN, обслуживающий Северную Америку, а также Багамы, Пуэрто-Рико и Ямайку; APNIC, обслуживающий страны Южной, Восточной и Юго-Восточной Азии, а также Австралии и Океании; AfriNIC, обслуживающий страны Африки и Индийского океана; LACNIC, обслуживающий страны Южной Америки и бассейна Карибского моря; и RIPE NCC, обслуживающий Европу, Центральную Азию, Ближний Восток. Региональные регистраторы получают номера автономных систем и большие блоки адресов у IANA, а затем выдают номера автономных систем и блоки адресов меньшего размера локальным интернет-регистраторам (Local Internet Registries, LIR), обычно являющимся крупными провайдерами.
Номер узла в протоколе IP назначается независимо от локального адреса узла. Маршрутизатор по определению входит сразу в несколько сетей. Поэтому каждый порт маршрутизатора имеет собственный IP-адрес. Конечный узел также может входить в несколько IP-сетей. В этом случае компьютер должен иметь несколько IP-адресов, по числу сетевых связей. Таким образом, IP-адрес характеризует не отдельный компьютер или маршрутизатор, а одно сетевое соединение.

## Типы адресации
Есть два способа определения того, сколько бит отводится на маску подсети, а сколько — на IP-адрес.
Изначально использовалась классовая адресация (INET), но со второй половины 90-х годов XX века она была вытеснена бесклассовой адресацией (CIDR), при которой количество адресов в сети определяется маской подсети.

### Сравнение
Иногда встречается запись IP-адресов вида «192.168.5.0/24». Данный вид записи заменяет собой указание диапазона IP-адресов. Число после косой черты означает количество единичных разрядов в маске подсети. Для приведённого примера маска подсети будет иметь двоичный вид 11111111 11111111 11111111 00000000 или то же самое в маршрутизаторе в десятичном виде: «255.255.255.0». 24 разряда IP-адреса отводятся под номер сети, а остальные 8 разрядов полного адреса — под адреса хостов этой сети, адрес этой сети и широковещательный адрес этой сети. Итого, 192.168.5.0/24 означает диапазон адресов хостов от 192.168.5.1 до 192.168.5.254, а также 192.168.5.0 — адрес сети и 192.168.5.255 — широковещательный адрес сети. Для вычисления адреса сети и широковещательного адреса сети используются формулы:
- адрес сети = IP.любого_компьютера_этой_сети AND MASK (адрес сети позволяет определить, что компьютеры в одной сети)
- широковещательный адрес сети = IP.любого_компьютера_этой_сети OR NOT(MASK) (широковещательный адрес сети воспринимается всеми компьютерами сети как дополнительный свой адрес, то есть пакет на этот адрес получат все хосты сети как адресованные лично им. Если на сетевой интерфейс хоста, который не является маршрутизатором пакетов, попадёт пакет, адресованный не ему, то он будет отброшен).

Запись адресов IP с указанием маски подсети переменной длины (записывается после адрес через косую дробную черту — «слэш») также называют бесклассовой адресацией (CIDR), в противоположность записи без указания маски, именуемой классовой адресацией:
- 192.0.2.2 и 100.64.2.2 —— классовая запись адреса;
- 192.0.2.2/24 и 100.64.2.2/16 —— бесклассовая запись CIDR тех же адресов и подсетей;

## Особые IP-адреса
В протоколе IP существует несколько соглашений об особой интерпретации IP-адресов:
если все двоичные разряды IP-адреса равны 1, то пакет с таким адресом назначения должен рассылаться всем узлам, находящимся в той же сети, что и источник этого пакета. Такая рассылка называется ограниченным широковещательным сообщением (limited broadcast). Если в поле номера узла назначения стоят только единицы, то пакет, имеющий такой адрес, рассылается всем узлам сети с заданным номером сети. Например, в сети 192.168.5.0 с маской подсети 255.255.255.0 пакет с адресом 192.168.5.255 доставляется всем узлам этой сети. Такая рассылка называется широковещательным сообщением (direct broadcast).

## Статические (статичные) и динамические IP-адреса
IP-адрес называют статическим (постоянным, неизменяемым), если он назначается пользователем в настройках устройства, либо назначается автоматически при подключении устройства к сети и не может быть присвоен другому устройству.
IP-адрес называют динамическим (непостоянным, изменяемым), если он назначается автоматически при подключении устройства к сети и используется в течение ограниченного промежутка времени, указанного в настройке назначившего IP-адрес сервиса.
Для получения IP-адреса клиент может использовать один из следующих протоколов:
- BOOTP (RFC 951) — простой протокол настройки сетевого адреса, ранее использовался для бездисковых станций, ныне вытеснен DHCP.
- DHCP (RFC 2131) — наиболее распространённый протокол настройки сетевых параметров.
- IPCP (RFC 1332) в рамках протокола PPP (RFC 1661).
- Zeroconf (RFC 3927) — протокол настройки сетевого адреса, определения имени, поиск служб.
- RARP (RFC 903) Устаревший протокол, использующий обратную логику (из аппаратного адреса — в логический) популярного и поныне в широковещательных сетях протокола ARP. Не поддерживает распространения информации о длине маски (не поддерживает VLSM).

## Частные IP-адреса IPv4
Адреса IP, используемые в локальных сетях, относят к частным.

Адреса Intranet:
- 10.0.0.0/8
- 172.16.0.0/12
- 192.168.0.0/16

Адреса для внутреннего использования:
- 127.0.0.0/8 — используется для коммуникаций внутри хоста (см. localhost).
- блок с 169.254.1.0 по 169.254.254.255 (подсеть 169.254.0.0/16 за исключением подсетей 169.254.0.0/24 и 169.254.255.0/24) — используется для автоматической настройки сетевого интерфейса в случае отсутствия DHCP (см. link-local).

Полный список описания сетей для IPv4 представлен в RFC 6890.

## Инструменты
- В ОС Windows свой IP-адрес можно узнать, набрав ipconfig в командной строке.
- В ОС Unix свой IP-адрес можно узнать, набрав ifconfig или ip addr в командной строке.
- IP-адрес, соответствующий доменному имени, можно узнать с помощью команды: nslookup example.net или ping example.net

## IP-адреса, доменные имена и сайты
Одно доменное имя может преобразовываться поочерёдно в несколько IP‐адресов (для распределения нагрузки).
Одновременно, один IP‐адрес может использоваться для тысяч доменных имён с разными сайтами (тогда при доступе они различаются по доменному имени), что вызывает проблемы при идентификации сайтов по IP‐адресу в целях цензуры.
Также, сервер с одним доменным именем может содержать несколько разных сайтов, а части одного сайта могут быть доступны по разным доменным именам (например, для изоляции cookies и скриптов в целях защиты от атак типа межсайтового скриптинга).